# Ben Freha
Ben Freha (anciennement Hassi Ben Féréah, puis Legrand) est une commune de la wilaya d'Oran en Algérie.

## Géographie

### Situation
| Hassi Ben Okba | Gdyel     | Hassi Mefsoukh             |
| Hassi Bounif   | Ben Freha | Aïn El Bia                 |
| Boufatis       | Boufatis  | Bethioua (Salines d'Arzew) |

### Villages et douars
- Benfréha centre[2]
- Douar Menadsia[2]
- Hassiane Ettoual[2]

## Histoire
Le village centre est une des 39 colonies agricoles constituées en vertu du décret de l'Assemblée nationale française du 19 septembre 1848. Il est constitué sur un territoire de 1 138 ha sous le nom de Hassi Ben Féréah, et sera plus tard renommé Legrand.